# 趙琪
趙 琪（ちょう き、1882年 - 没年不明）は、清末民初の政治家。中華民国臨時政府、南京国民政府（汪兆銘政権）の要人。字は瑞泉。「趙祺」と表記する例もあるが、誤りとみられる。

## 事績

### 初期の活動
学者の家庭に生まれる。私立青島徳華大学でドイツ語を習得する。卒業後の1901年（光緒27年）、山東巡警庁で翻訳官となった。1913年（民国2年）、ドイツに遊学する。
帰国後、津浦鉄路工程局技師、淞滬警察庁督察長、高等外交顧問を歴任する。1917年（民国6年）、竜口商埠興築公司総理となる。1921年（民国10年）2月、竜口商埠局局長（後に総弁）に昇格した。翌年4月、山東省参議となる。1925年（民国14年）、段祺瑞の推挙により膠澳商埠督弁に転じ、まもなく総弁に昇格した。1929年（民国18年）、辞職する。

### 親日政府での活動
1938年（民国27年）1月10日、日本軍が青島を占領すると、趙琪はこれに協力姿勢を示す。17日に青島治安維持会会長、19日に青島復興委員会会長にそれぞれ就任した。同年12月20日には青島興亜倶楽部名誉会長となっている。
1939年（民国28年）1月9日、青島治安維持会解散と同時に、中華民国臨時政府において趙琪は青島特別市公署市長に任命された。同年3月5日、臨時政府委員（議政委員会委員。特任官）を兼任している。
1940年（民国29年）3月30日、南京国民政府（汪兆銘政権）に臨時政府が合流し、華北政務委員会に改組される。趙琪は同委員会委員に特派され、青島特別市市長にも重任した。同年8月6日、新民会青島市総会委員長にも選出されている。1943年（民国32年）3月18日、青島特別市市長を辞任（後任は社会局長の姚作賓）、華北政務委員会委員の専任となった。
汪兆銘政権崩壊以後における趙琪の消息は不明である。1948年（民国37年）5月8日、国民政府の山東省高等検察庁により、財産の差し押さえを受けた。

### 人物像
『最新支那要人伝』によれば、青島社交界ではその明朗な性格と社交手腕により、「支那のノントウ」の愛称があったという。ドイツ語は得意であったが、日本語は「お愛嬌」程度だったとされる。また、父祖の学問を継いで『萊州府志』8巻を整理していた。

## 注

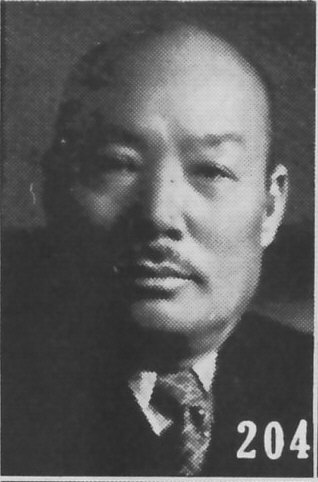
趙琪（『最新支那要人伝』1941年）

1. ↑  東亜問題調査会編（1941）、132頁及び徐主編（2007）、2260頁。
2. 1 2 3  東亜問題調査会編（1941）、132頁。
3. ↑  徐主編（2007）、2260頁によると、竜口商埠総弁を辞任したのは1932年4月で、その後に膠澳商埠総弁に転じた、としている。
4. 1 2  「青島市志 大事記 第六篇 日本第二次侵占時期（1938.1～1945.9）」「山東省情網」（山東省地方志弁公室ウェブサイト）
5. ↑  臨時政府令、令字第316号、民国28年1月9日（『政府公報』第52号、民国28年1月11日、臨時政府行政委員会情報処公報室、2頁）。
6. ↑  劉ほか編（1995）、1142頁では、公署成立日を「1938年1月10日」としているが、誤り。
7. ↑  臨時政府令、令字第333号、民国28年3月5日（『政府公報』第63号、民国28年3月8日、臨時政府行政委員会情報処第四科、2頁）。
8. ↑  国民政府令、民国29年3月30日（『華北政務委員会公報』第1-6期合刊、民国29年6月9日、華北政務委員会政務庁情報局、国府1頁）。
9. ↑  華北政務委員会の人事自体は、発令前の同月22日における中央政治会議で議決されている（『外交時報』94巻2号通号849号、昭和15年4月15日、外交時報社、182-185頁）。
10. ↑  『支那最近の状勢概觀』（東洋協会調査部調査資料第49輯）、1941年、東洋協会、12-13頁。
11. ↑  劉ほか編（1995）、1059頁によれば、華北政務委員会委員の地位には、1945年時点でも就いている。
12. ↑  「青島市志 大事記 第七篇 南京国民政府第二次統治時期（1945.9～1949.6）」「山東省情網」（山東省地方志弁公室ウェブサイト）